# Alwai, Bhalki
Alwai là một làng thuộc tehsil Bhalki, huyện Bidar, bang Karnataka, Ấn Độ.